# Le Greluchon délicat
Pour plus de détails, voir Fiche technique et Distribution.
Le Greluchon délicat (connu aussi sous le nom de Le Valet de cœur) est film français, de production franco-allemande, réalisé par Jean Choux sorti en 1934.

## Fiche technique
- Titre original : Le Greluchon délicat
- Autre titre : Le Valet de cœur
- Réalisation : Jean Choux
- Scénario : Jacques Natanson, d'après sa pièce homonyme écrite en 1925.
- Photographie : Armand Thirard
- Montage : Jef Bruyninckx, Jacques Collet
- Musique : Walter Jurmann, Bronislau Kaper
- Production : Pierre O'Connell
- Société de production : Tobis Filmkunst
- Pays d'origine :  France /  Reich allemand (production)
- Format : Noir et blanc  - Son mono - 1,37:1
- Genre : Drame
- Durée : 80 minutes
- Date de sortie : 
  - France : 26 septembre 1934

## Distribution
- Harry Baur : Michel
- Alice Cocéa : Simone
- Paul Asselin : Le domestique
- Paul Bernard : Henry
- Julien Carette  : Émile
- Pierre Larquey
- Germaine Lix
- Rika Radifé
- Georges Saillard : Le détective
- Paulette Élambert